# Medieval (película)
Medieval es una película histórica checa de 2022 dirigida por Petr Jákl y protagonizada por Ben Foster, Sophie Lowe y Michael Caine.
El filme está basado en el legendario general Jan Žižka (1360 – 1424), que es considerado un héroe nacional checo y cuya imagen también se puede ver en los billetes de 20 coronas de ese país.

## Argumento
A finales del XIV el Reino de Bohemia amenaza con colapsar bajo el gobierno de Wenceslao IV. Por ello hay malestar. Enrique III von Rosenberg siente el malestar que está surgiendo en el país y se aprovecha de la situación para reclamar para sí cada vez más propiedades de la baja nobleza.
Sin embargo no todos están dispuestos a someterse simplemente al tirano. El mercenario Jan Zizka comienza a rebelarse contra Rosenberg, que está hambriento de poder, y está dispuesto a arriesgar su vida para hacerlo. Finalmente, cuando la familia de Zizka muere de forma cruel, el rebelde jura venganza, y quiere que sea lo más sangrienta posible. Es entonces, cuando inesperadamente recibe el apoyo de Catherine, la prometida del tirano.

## Reparto
| Actor           | Personaje        |
| --------------- | ---------------- |
| Ben Foster      | Jan Žižka        |
| Sophie Lowe     | Katherine        |
| Michael Caine   | Lord Boresh      |
| Til Schweiger   | Rosenberg        |
| Matthew Goode   | Rey Segismundo   |
| William Moseley | Jaroslav         |
| Roland Møller   | Torak            |
| Karel Roden     | Rey Wenceslao IV |

## Producción

### Preproducción
Todo comenzó, cuando dos guionistas dieron a Peter Jákl la idea para la película ofreciéndole para ello un guion. Luego se contrataron otros escritores, pero finalmente el director escribió la versión final del guion con su padre. Para ello se dejó guiar por el hecho que no se conoce mucho de Jan Zizka cuando era joven y todavía no era ese general tan famoso. Tardó diez años para que finalmente se empezase a filmarse.

### Rodaje
Empezó a filmarse el 17 de septiembre de 2018 y la filmación terminó luego a principios de diciembre de 2018. Se rodó para ello en la República Checa. Los lugares del rodaje allí fueron Praga, la Bohemia Cental, la región de Bohemia Meridional y la Suiza bohemia. También cabe destacar, que, como fue una producción internacional, se filmó en inglés y con estrellas internacionales como Michael Caine y Til Schweiger.

### Posproducción
Sin embargo, después de la filmación la película sufrió retrasos en la posproducción, lo que llevó a que llegase al cine más tarde de lo esperado. Culpa de ello fueron los efectos especiales caros y la pandemia de Corona. Al final la película se convirtió en la película checa más cara de la historia. Costó un total de 20,5 millones de euros.

## Recepción
La película fue un gran fracaso de taquilla en los Estados Unidos a pesar de la campaña publicitaria, porque Jan Žižka no es conocido allí. Ese fracaso, también en su totalidad, se pudo compensar estrenándolo en Netflix, donde, al contrario que en el cine, si tuvo éxito.
Hoy en día la película ha sido valorada en portales cinematográficos y por los críticos profesionales. En IMDb, con aproximadamente 13000 votos registrados, el filme obtiene una media ponderada de 5,9 sobre 10. En cuanto a Rotten Tomatoes, los más de 100 votos registrados allí le dieron una valoración media de 3,8 de 5, mientras que los 34 críticos profesionales registrados allí le dan una valoración media de 5 de 10. También cabe destacar, que en La Vanguardia el 72 % de los usuarios registrados allí le dan una valoración positiva.